# In-Out-Isomerie
In-Out-Isomerie, zum Teil auch als Out-In-Isomerie bezeichnet, ist ein stereochemischer Begriff, der die Position von Brückenkopfprotonen bei großen, bicyclischen Ringverbindungen in Relation zum Ringsystem beschreibt. Der Begriff wurde 1968 von H. E. Simmons und C. H. Park eingeführt. Im Fall, dass ein Stickstoffatom den Brückenkopf bei großen, bicyclischen Verbindungen bildet, beschreibt die In-Out-Isomerie auch die Position der freien Elektronenpaare.
Bei genügend großer Ringgröße von Bicyclen, bei reinen Kohlenstoffringen etwa ab acht Gliedern, bei Stickstoffhaltigen Ringen ab etwa sieben Gliedern, können die Brückenkopfprotonen einer CH-Gruppe oder das freie Elektronenpaare eines Stickstoffatoms innerhalb oder außerhalb des Ringsystems liegen. Dadurch ergeben sich In-In-Isomere, In-Out-Isomere und Out-Out-Isomere. Da die Bildung der Isomere durch eine Drehung um eine Einfachbindung erfolgt, handelt es sich um Atropisomere.